# The Serfsons
"The Serfsons" (no Brasil, "Os Serfsons") é o episódio de estreia da vigésima nona temporada da série de animação norte-americana Os Simpsons, e o 619.º da série em geral. Foi transmitido nos Estados Unidos pela Fox em 1 de outubro de 2017. No Brasil, estreou em 21 de maio de 2018 pelo Fox Channel.
O episódio ocorre em uma versão alternativa de Springfield, um reino de fantasia medieval chamado Springfieldia. Este foi o primeiro episódio de Os Simpsons a ser musicado pelo estúdio Bleeding Fingers Music, depois que o compositor de longa data Alf Clausen, que produzia a trilha sonora da série desde 1990, foi destituído de seu cargo em 30 de agosto de 2017. Até o momento, este episódio marca a última vez em que o personagem Apu é dublado pelo membro do elenco da série Hank Azaria.

## Enredo
No reino medieval de Springfieldia, a família Serfson visita Jacqueline Bouvier em As Teias, uma floresta de aposentados, onde Marge descobre, para seu espanto, que Jacqueline está congelando. Durante a consulta do Dr. Hibbert, Jacqueline é diagnosticada com mortificação progressiva por congelamento depois de ter sido mordida por um caminhante do gelo, que transforma a carne da vítima em gelo no período de uma semana. Para salvá-la, ele propõe um tratamento, comprando um Amuleto do Fogo. No entanto, o custo do amuleto é muito alto, então Marge encarrega Homer de conseguir o dinheiro necessário.
Na Usina Humana de Springfieldia, Homer tenta, sem sucesso, pedir a Lord Montgomery pelo dinheiro. Ao ver a situação do pai, Lisa resolve o problema ao magicamente converter chumbo em ouro. No entanto, Lisa não pode realizar magia em público, pois então ela seria capturada pelo Rei Quimby e seria forçada a se tornar uma dos seus feiticeiros do mal. Em casa, Marge dá o amuleto a Jacqueline, que primeiramente se recusa, reconhecendo a futilidade da vida, embora decida usá-lo. Naquele momento, os feiticeiros do rei aparecem e levam Lisa, cobrando-a por usar sua magia.
Para resgatá-la, Homer reúne os camponeses da cidade em uma rebelião. Ao escalar o castelo, os camponeses derrotam os feiticeiros do rei e enfrentam um dragão. Jacqueline decide remover o amuleto, transformando seu corpo inteiro em gelo e se sacrificando para derrotar o dragão, do qual ela consegue. No entanto, revela-se que o dragão era a fonte de toda magia no reino, incluindo todas as criaturas mágicas. Lisa sugere que o reino agora pode basear suas vidas na ciência, para o desânimo de todos. Homer então decide ascender brasas na tentativa de reviver o dragão, no qual é bem sucedido, mas o dragão destrói a aldeia usando seu fogo.

## Produção e desenvolvimento
O produtor executivo Matt Selman descreveu o episódio como uma carta de amor ao gênero de fantasia retratado em diferentes formas de mídia. Em julho de 2017, a revista Entertainment Weekly relatou que o ator Nikolaj Coster-Waldau faria uma participação especial no episódio como um personagem semelhante a Jaime Lannister, seu personagem na série de televisão Game of Thrones. Este episódio marcou a última vez que Hank Azaria dublou o personagem Apu, após a polêmica de estereotipação racial em torno do personagem.
Insatisfeito com o trabalho do compositor Alf Clausen, o produtor executivo James L. Brooks tentou contratar o compositor Hans Zimmer, que trabalhou em The Simpsons Movie, antes de contratar o coletivo de compositores Bleeding Fingers Music, fundado por Zimmer, e os produtores demitiram Clausen. Ele é creditado como compositor emérito a partir deste episódio.